# بلو لیک رکوردز
بلو لیک رکوردز (انگلیسی: Blue Lake Records) شرکت نشر موسیقی آمریکایی است، که در سال ۱۹۵۴ تأسیس شد.